# Toon Oprinsen
Antonius Adrianus Henricus Oprinsen, appelé plus couramment Toon Oprinsen (né le 25 novembre 1910 à Tilbourg et mort le 14 janvier 1945 à Vught) était un joueur de football international néerlandais.

## Biographie

### Club
Durant sa carrière de club, Oprinsen évolue dans le club de la ville de Breda, à savoir le NAC Breda.

### International
Au niveau international, il fait ses débuts avec les Oranje le 10 mai 1934 à Amsterdam contre la France. Il participe avec l'équipe des Pays-Bas de football à la coupe du monde 1934 en Italie. 